# Diecezja Bejrutu
Diecezja Bejrutu (łac. Eparchia Berytensis Syrorum) – diecezja Kościoła katolickiego obrządku syryjskiego w Libanie, podległa bezpośrednio syryjskokatolickiemu patriarsze Antiochii. Została ustanowiona w 1817 roku.